# Centro Olímpico de Tênis
Centro Olímpico de Tênis é um conjunto de instalações voltadas à prática de tênis e vôlei de praia localizado no Parque Olímpico do Rio de Janeiro. Ele foi construído para acolher as partidas de tênis dos Jogos Olímpicos de Verão de 2016 e de tênis em cadeira de rodas e futebol de 5 dos Jogos Paralímpicos. É administrado pelo Comitê Olímpico do Brasil e faz parte do Centro Olímpico de Treinamento. Após os Jogos Olímpicos e Paralímpicos, o local foi capacitado para abrigar também a prática de vôlei de praia, sediando uma etapa do Circuito Mundial da FIVB.
A principal instalação do complexo é a quadra Maria Esther Bueno, um estádio com capacidade para 10.000 espectadores. Há também 8 quadras auxiliares, sendo uma delas preparada para receber arquibancadas temporárias com capacidade para 3.000 espectadores, e as demais com arquibancadas permanentes para 250 espectadores cada uma. A superfície é de quadra dura, fornecida pela GreenSet Worldwide.
Durante os Jogos Olímpicos e Paralímpicos, o centro contou com uma outra quadra auxiliar, temporária, com capacidade para 5.000 espectadores, e 6 quadras de treinamento. Essa quadra auxiliar foi usada para as partidas de futebol de 5 nos Jogos Paralímpicos.
A construção teve início em 2013. A inauguração ocorreu em 10 de dezembro de 2015, com a realização do Brasil Masters Cup 2015. Foi a primeira instalação do Parque Olímpico a ser entregue.
A quadra central foi nomeada em homenagem a Maria Esther Bueno, ex-tenista brasileira que se é a maior ganhadora de torneiros Grand Slam e a primeira a conquistar os quatro torneios da série em duplas femininas num mesmo ano.

## Pós-Olimpíadas
Os primeiros eventos realizados no Centro Olímpico de Tênis após os Jogos Olímpicos foram competições de vôlei de praia. Em fevereiro de 2017, a quadra central recebeu 210 toneladas de areia para sediar o Gigantes da Praia, um evento de dia único. Em maio, foi realizada no Centro a etapa brasileira do Circuito Mundial de Voleibol de Praia da FIVB, que além da quadra central usou cinco quadras externas.
Em julho de 2021, foi anunciado que o centro seria leiloado para a iniciativa privada. Porém, a partir de agosto de 2024, ainda é administrado pelo governo federal, por meio do Ministério do Esporte. A Federação Internacional de Tênis (ITF) confirmou que, 20 anos após a última partida da Copa Davis disputada no Rio de Janeiro, o Centro Olímpico de Tênis sediará a partida da Brasil contra a Alemanha na fase de qualificação da Copa Davis de 2022. Também foi sede do Rio Evento do Tennis Classic ATP Challenger Tour em dezembro de 2021.
Em 2023, o prefeito Eduardo Paes, em entrevista ao canal do youtube Cartolouco, destacou que, embora a Quadra Principal seja uma das mais bem preservadas, a arena é subutilizada, sem projetos regulares de formação de atletas ou uso frequente pela população, ressaltando que a responsabilidade pela gestão é do governo federal e das confederações esportivas. Segundo Rodrigo Gouveia, representante do Ministério do Esporte, a legislação impede a concessão do espaço para empresas privadas, o que limita as opções de uso. As discussões sobre a transformação da arena em um espaço para eventos de eSports, abrangendo a estrutura existente, ainda estão em pauta. Porém, a tentativa de realização de competições como o Rio Open foi mais uma vez frustrada devido à incompatibilidade do piso com as exigências do torneio, que acontece em quadras de saibro.